# Zenon Wiśniewski
Zenon Aleksandra Wiśniewski (Płock; 22 de Dezembro de 1959) é um político da Polónia. Ele foi eleito para a Sejm em 25 de Setembro de 2005 com 5764 votos em 16 no distrito de Płock, candidato pelas listas do partido Samoobrona Rzeczpospolitej Polskiej.